# Kastriot Islami
Kastriot Islami (kastɾiɔt islami; Tirana, 1952. augusztus 18. –) albán politikus, fizikus.
1977-ben megindult tudományos fizikusi pályája mellett 1991 óta részese az albán politikai életnek, 2011-ig az Albán Szocialista Párt, 2013 után az Albán Demokrata Párt színeiben. Ezekben az évtizedekben volt az albán nemzetgyűlés elnöke (1991–1992), Albánia oktatásügyi minisztere (1991), a kormányzati koordinációért felelős tárcavezető (1997–1997), pénzügy- (2002–2003) és külügyminiszter (2003–2005).

## Életútja
1971-től a Tiranai Egyetem természettudományi karának hallgatója volt, 1976-ban szerezte meg fizikusoklevelét. 1977-től 1980-ig a tiranai Geodéziai Hivatalban dolgozott fizikusként, ezt követően pedig alma materében, a Tiranai Egyetem természettudományi karán oktatott elméleti fizikát, 1987-től 1991-ig pedig a kar dékánhelyettese volt. Időközben 1982–1983-ban Franciaországban képezte tovább magát az atomfizika és a molekulafizika területén, a XI. Párizsi Egyetemen szerezte meg a tudományok doktora fokozatát.
1991-től az Albán Szocialista Párt (ASZP) színeiben vett részt hazája politikai életében, 1996-ig az albán nemzetgyűlés szocialista frakciójában politizált. A rendszerváltást követően megalakult első kormányban Islami vezette az oktatásügyi tárcát 1991. február 22-e és május 10-e között, 1991. április 17-étól 1992. február 4-éig pedig az első szabadon választott parlament elnöki tisztségét töltötte be. 1996–1997-ben az ASZP média- és információs bizottságának munkáját irányította, 1996-tól 1999-ig tagja volt az ASZP elnökségének, 1996-tól 2005-ig pedig az irányítóbizottságnak. Az 1997-es választáson ismét a szocialista párt képviseletében bekerült a nemzetgyűlési padsorokba, a jogi, törvényalkotási és külügyi bizottságok munkájában vett részt. Fatos Nano 1997. július 25-e és 1998. szeptember 28-a között hivatalban lévő kormányaiban a kormányzati koordinációs miniszteri pozíciót töltötte be, ezzel párhuzamosan 1998. április 24-étől miniszterelnök-helyettes is volt. 1999-ben a kormányzat alá rendelt Koszovói Válságbizottság munkáját irányította, ugyancsak 1999-től egyetemi tanári címmel újra a Tiranai Egyetem oktatója lett.
2002. február 22-e és 2003. december 29-e között Pandeli Majko és Fatos Nano egymást követő kabinetjeiben a pénzügyminisztérium vezetését bízták rá. 2003. december 29-én, a Nano-kormány átszervezésekor Islami a külügyi tárca irányítója lett, 2005. szeptember 10-éig maradt az albán diplomácia irányítója. 2011-ben kizárták az Albán Szocialista Párt soraiból és nemzetgyűlési frakciójából, miután nem jelent meg a parlamentben az állami számvevőszék elnöki kinevezéséről szóló szavazáson. Ezt követően függetlenként politizált tovább 2013-ig, amikor az Albán Demokrata Párt színeiben lett nemzetgyűlési képviselő.

## Főbb művei
- Kastriot Islami: Bazat e mekanikës kuantike (’A kvantummechanika alapjai’). Tiranë: SHBLU. 1989.   356 o.
- Kastriot Islami – Halil Sykja: Teoria e grupeve dhe zbatime të saj në studimin e lëndës (’A csoportelmélet és alkalmazása az anyagi rendszerek kutatásában’). Tiranë: SHBLU. 1990.   212 o.
- Kastriot Islami: Për një konfiguracion të ri politik (’Egy új politikai rend körvonalazódása’). Tiranë: Toena. 1999.   216 o.
- Mimoza Hafizi – Kastriot Islami: Ushtrime të zgjidhura të mekanikës kuantike (’Kvantummechanikai példák megoldásai’). Tiranë: SHBLU. 2000.   476 o.
- Mimoza Hafizi – Kastriot Islami: Mekanikë kuantike për studentët e fizikës (’Kvantummechanika fizikushallgatók számára’). Tiranë: Toena. 2002.   281 o,